# Lhasa de Sela
Lhasa de Sela (Nova Iorque (Big Indian), 27 de Setembro de 1972 - Montreal, 1 de Janeiro de 2010) foi uma cantora estadunidense, radicada no Canadá.
Sua ascendência era de um lado mexicana e de outro americano-judeu-libanesa. Filha de um professor não convencional, que percorria os EUA e o México, difundindo o conhecimento, e de uma fotógrafa. Assim passou sua infância, de maneira nômade, junto com seus pais e suas três irmãs.
Sua obra musical  mescla tradição mexicana, klezmer e rock e é cantada em três idiomas : espanhol, francês e inglês.
Morreu a 1 de Janeiro de 2010, em Montreal, Canadá, vítima de câncer de mama.

## Discografia
- 1998 - La Llorona (Audiogram/Atlantic)
- 2003 - The Living Road (Audiogram/Nettwerk)
- 2009 - Lhasa

## Videos
- 1997 - El Desierto
- 2005 - Con toda palabra